# Мраково (Кугарчинський район)
Мра́ково (рос. Мраково, башк. Мораҡ) — село, центр Кугарчинського району Башкортостану, Росія. Адміністративний центр Мраковської сільської ради.
Населення — 8690 осіб (2010; 8378 в 2002).
Національний склад:
- башкири — 44%
- росіяни — 42%

## Видатні уродженці
- Копилов Василь Данилович — Герой Радянського Союзу.